# Баунті (острови)
Острови Баунті — невелика група з 13 незаселених гранітних острівців та численних скель, з загальною  площею 135 га.  ,  у південній частині  Тихого океану приблизно в 650 км від Південного острова Нової Зеландії, в 530 км. на південний захід від островів Чатем та 215 км. на північ від Антиподських островів . Належать до Всесвітньої спадщини ЮНЕСКО . 
Острови входять до складу Нових Зеландських Островів і  є  частиною Нової Зеландії, але не є частиною будь-якого регіону чи округу. Ця територія знаходиться під управлінням спеціального органу  — англ. Area Outside Territorial Authority.

## Історія
Острови відкрив капітан Вільям Блай  під час подорожі від Шпітхеда до Таїті в 1788 році і назвав їх на честь свого корабля HMS Bounty, за кілька місяців до знаменитого заколоту . Розташування островів було позначено на картах лише приблизно.  На початку 1866 року командувачу колоніального парового шлюпа Вікторія (1855 р.) було доручено більш точно визначити їхнє положення. Капітан  повідомив, що це  47°50' пд.ш. та 179°00' сх.д.  Капітан Джордж Палмер під час подорожі на кораблі Матоака більш точно визначив положення островів - 47°46'24" пд.ш і 178°56'45" сх.д. Палмер також приєднав острови до Нової Зеландії. 
Протягом 19 століття місцевість була популярним мисливським майданчиком.  Час від часу на островах проводили пошуки зниклих кораблів та їх екіпажів, у тому числі пошуки корабля Генерал Грант  та Матоаки . 
Урядовий корабель NZGSS Hinemoa здійснив подорож до  островів в березні 1886 року. Була створена база для моряків на найбільшому з островів. Капітан Ферчільд зазначив, що на цих островах немає свіжої води.  Споруда  було знищена морем до того часу, коли  судно Стелла відвідало острів у 1887 році.  У 1888 році для цієї області була видана нова карта адміралтейства 1022, яка враховувала оглядові роботи, проведені Hinemoa . 
У листопаді 1891 року Хінемоа повернувся на острови і побудував сховище для нових запасів. 

## Флора і фауна
Екологічно острови є частиною екорегіону тундри Субантарктичних островів . Рослини включають траву цинги Кука . У групі островів  проживають ендемічні павуки,  ендемічні комахи та велика кількість морських птахів . 

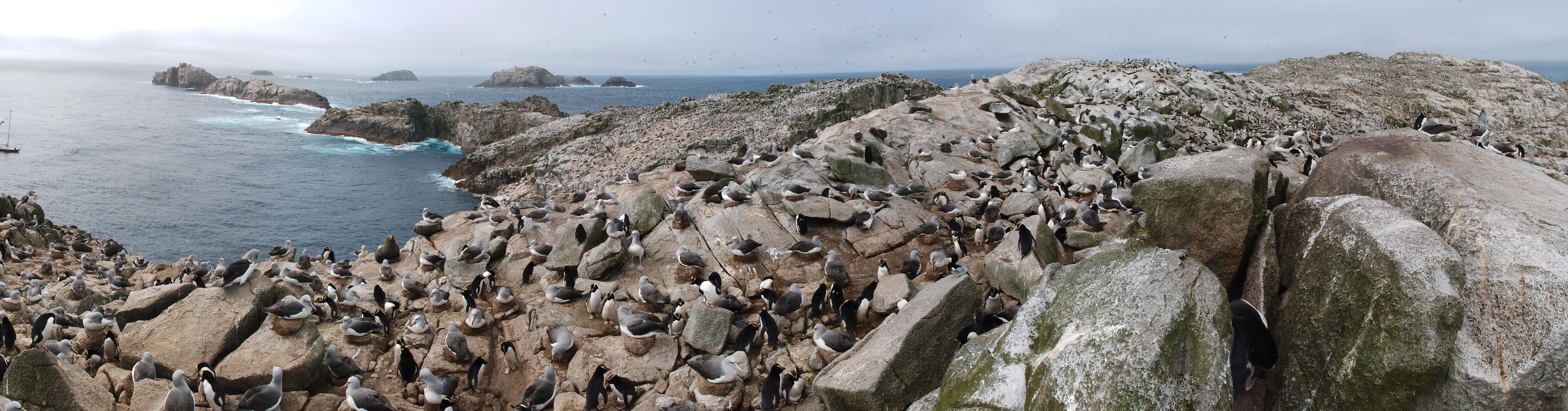
Острови Баунті Субантарктична Панорама Нової Зеландії 1

### Острови важлива зона птахів
Міжнародна Рада збереження птахів визначила острови Баунті  важливою територією для птахів через її значення як місце для розведення пінгвінів прямостоячих, баунтійських альбатросів та бакланів . 

## Географія
Весь ланцюжок островів включає  всього 5.3 км.  впоперек  від його найдовшої осі і складається з трьох  підгруп: Основна група, Центральна група та Східна група. Загальна площа лише 1,35 км2 (0,52 миля2)         .  

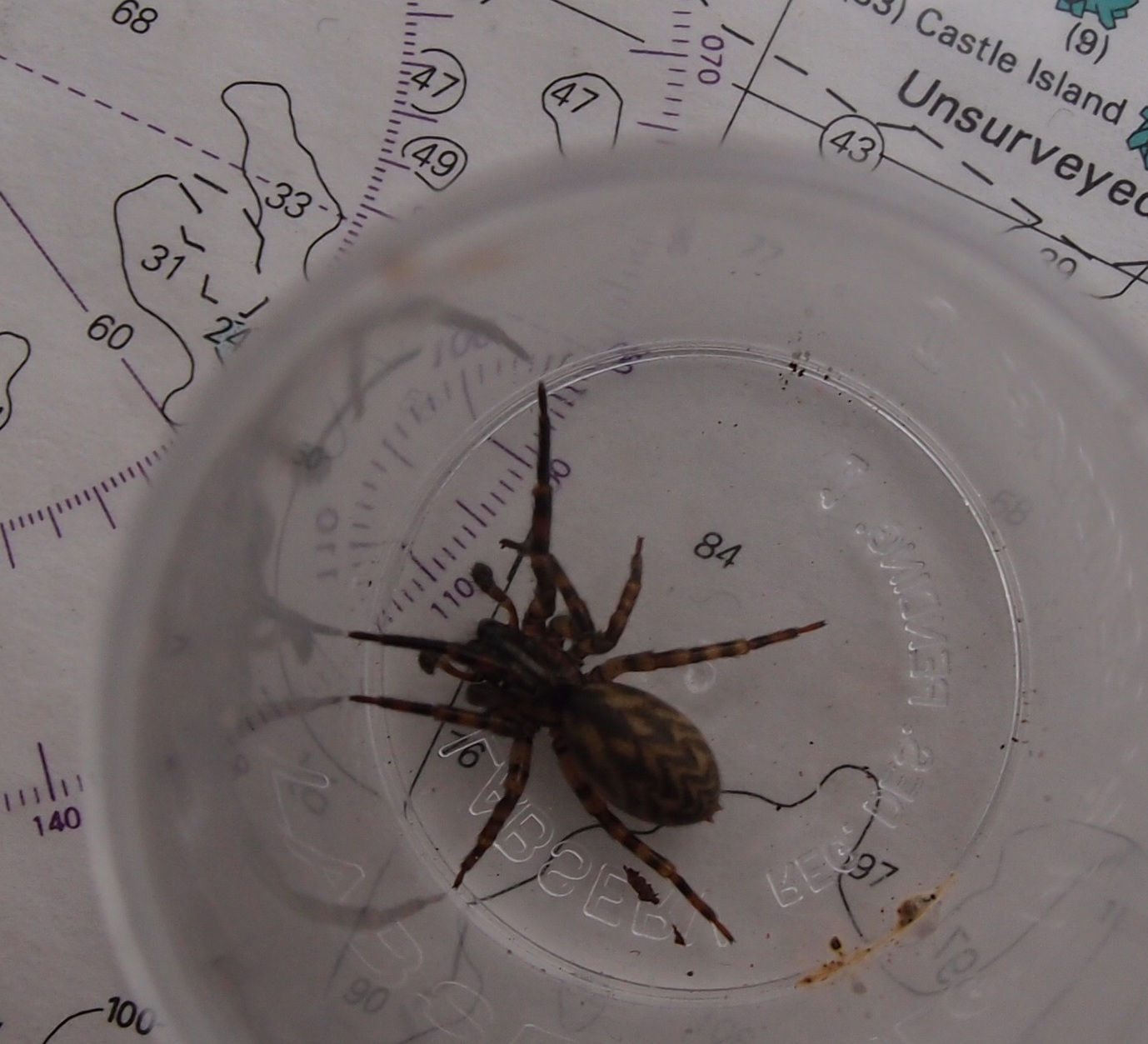
Павук Pacificana cockayni з острова Прокламації (можливо, дорослий самець)

Основна група - найбільша з трьох груп і розташована на північному заході ланцюжка. Вона включає в себе найбільший острів групи, острів Депо, який має довжину близько 700 метрів і шириною 400 метрів у найширшій точці. Прокламація та Тунельні острови відокремлені від острова Депо лише вузькою щілиною і приєднуються до неї під час відливу. Невеликий острів біля північного узбережжя Павукового острова цієї групи - найпівнічніша точка ланцюга; найзахідніша точка - західна околиця острова Пінгвін. 
Група "Центр" розташована приблизно за 1,5-2 кілометри на південний схід від Основної групи і містить три основні острови, розташовані на лінії північ - південь. Менший острів лежить на заході. Найпівнічніша група Центру, Острів Воронка, міститься у найвищій точці ланцюга і має висоту 73 метри   над рівнем моря.  Ще 1,5 кілометри на схід - це Східна група, яка також розміщена приблизно в лінії північ - південь. Найбільший острів цієї групи, Моллі Кап, є найпівденнішим островом групи і містить другу за висотою точку ланцюга 70 метрів  над рівнем моря. Ця група містить два великих острови та один маленький острів, разом із декількома рифами та штабелями, один з яких є найбільш східною точкою ланцюга. 

### Острови
- Головна група ( 47°45′ пд. ш. 179°02′ сх. д. / 47.750° пд. ш. 179.033° сх. д. ): 
  -     - Острів Депот (Depot) (найбільший острів)
    - Острів Ліон (Lion)
    - Острів Пингвін (Penguin)
    - Острів Проклемейшн (Proclamation)
    - Острів Ранферлі (Ranfurly)
    - Острів Руатара (Ruatara)
    - Острів Спаідер (Spider)
    - Острів Туннель (Tunnel)
- Центральна група ( 47°45′45″ пд. ш. 179°02′40″ сх. д. / 47.76250° пд. ш. 179.04444° сх. д. ): 
  - Острів  Кейстль (Castle)
  - Острів Фаннель (Funnel) (головний острів)
  - Острів   Прайон (Prion)
- East Group ( 47°46′ пд. ш. 179°04′ сх. д. / 47.767° пд. ш. 179.067° сх. д. ): 
  -     - Острів Моллі Кеп (Molly Cap) (основний острів)
    - Скеля північна